# 罗什舍夫里耶尔山
45°17′36″N 06°43′19″E / 45.29333°N 6.72194°E
罗什舍夫里耶尔山（法語：Roche Chevrière），是法國奥弗涅-罗讷-阿尔卑斯大区薩瓦省的山峰，屬於瓦努瓦斯山的一部分，海拔高度3,281米。